# Eldar Efendijev
Eldar Efendijev (ur. 29 czerwca 1954 w Tallinnie) – estoński polityk i samorządowiec pochodzenia azerskiego, poseł do Zgromadzenia Państwowego, były minister w rządzie Siima Kallasa.

## Życiorys
W 1971 ukończył Szkołę Średnią nr 6 w Narwie. W 1986 został absolwentem Państwowego Instytutu Pedagogicznego im. Aleksandra Hercena w Leningradzie. Od 1976 był badaczem w muzeum miejskim w Narwie, w latach 1979–1999 zajmował stanowisko dyrektora tej placówki. Od 1996 do 1999 pełnił funkcję radnego rady miejskiej Narwy.
W 1997 wstąpił do Estońskiej Partii Centrum. Dwa lata później objął urząd burmistrza Narwy, sprawował go jedynie przez okres roku. Później powrócił do wykonywania mandatu radnego i kierowania muzeum. Od 2002 do 2003 z rekomendacji centrystów był ministrem bez teki w gabinecie Siima Kallasa, odpowiadając za sprawy narodowościowe. W 2003 i 2007 wybierano go w skład Zgromadzenia Państwowego X i XI kadencji. W 2011 uzyskał reelekcję na XII kadencję.